# هوي أوو
أوو هونغ يي (بالصينية المبسطة: 欧 泓 奕؛ بالصينية التقليدية: 歐 泓 奕؛ بنظام بينيين: Ōu Hóngyì) (من مواليد 11 ديسمبر 2002)، والمعروفة أيضًا باسمها الإنجليزي هوي أوو، هي ناشطة بيئية صينية تنظم إضرابات مدرسية من أجل المناخ في غويلين، جنوب الصين، وهي تدعو إلى مزيد من الإجراءات للحد من انبعاثات الغازات الدفيئة من الصين مما يؤدى إلى الاحتباس الحراري.

## سيرتها الشخصية
بدأت أوو نشاطها بعدما أقنعت والديها، وكلاهما محاضرين جامعيين، بتبني العديد من خيارات أسلوب الحياة لتقليل بصمتهم الكربونية. عندما كانت تبلغ من العمر 16 عامًا في أواخر مايو 2019، قامت بإضراب مدرسي من أجل المناخ من خلال رفع لافتات محلية الصنع لعدة أيام أمام قاعة المدينة في غويلين، للمطالبة باتخاذ إجراءات فورية أقوى بشأن تغير المناخ. قالت عنها غريتا تونبرج إنها «بطلة حقيقية»، بعدها أخطرت السلطات أوو أنها يجب أن تتوقف لعدم حصولها على تصريح. وحُظرّ حسابها على وي تشات. نظمت أوو حملة «نبات من أجل البقاء» في سبتمبر 2019. من مالها الخاص، حيث اشترت أشجارًا زرعتها حول غويلين. لكن لم يُسمح لها بالعودة إلى المدرسة طالما تشارك في النشاط المناخي.
رشحتها مجموعة نشطاء الشباب في «انتفاضة الأرض» في 2019 لحضور قمة الأمم المتحدة للعمل المناخي 2019 في نيويورك.
في 2020، التزمت الصين بصافي انبعاثات صفرية  بحلول 2060، لكنها استمرت في بناء محطات طاقة تعمل بالفحم.
أوو على اتصال مع الناشط البيئي جاو جياكسين. بعد أن اعتُقلت هي وثلاثة نشطاء آخرين بعد احتجاج صامت أمام مركز شنغهاي للمعارض في سبتمبر 2020. وصفتها غريتا ثونبرج بأنها «شجاعة جدًا». أصبحت أوو ووالداها نباتيين.
بدأت أوو إضرابًا عن الطعام في ميدان بالود، لوزان، سويسرا، في 19 أبريل 2021، احتجاجًا على سجنها لمدة 60 يومًا وغرامة قدرها 1200 فرنك سويسري بسبب احتجاجها على التوسع في استغلال مقلع الحجر الجيري في تل مورمون من قبل شركة الأسمنت الفرنسية-السويسرية هولسيم.

## وصلات خارجية
- انتفاضة الأرض